# Cono funerario

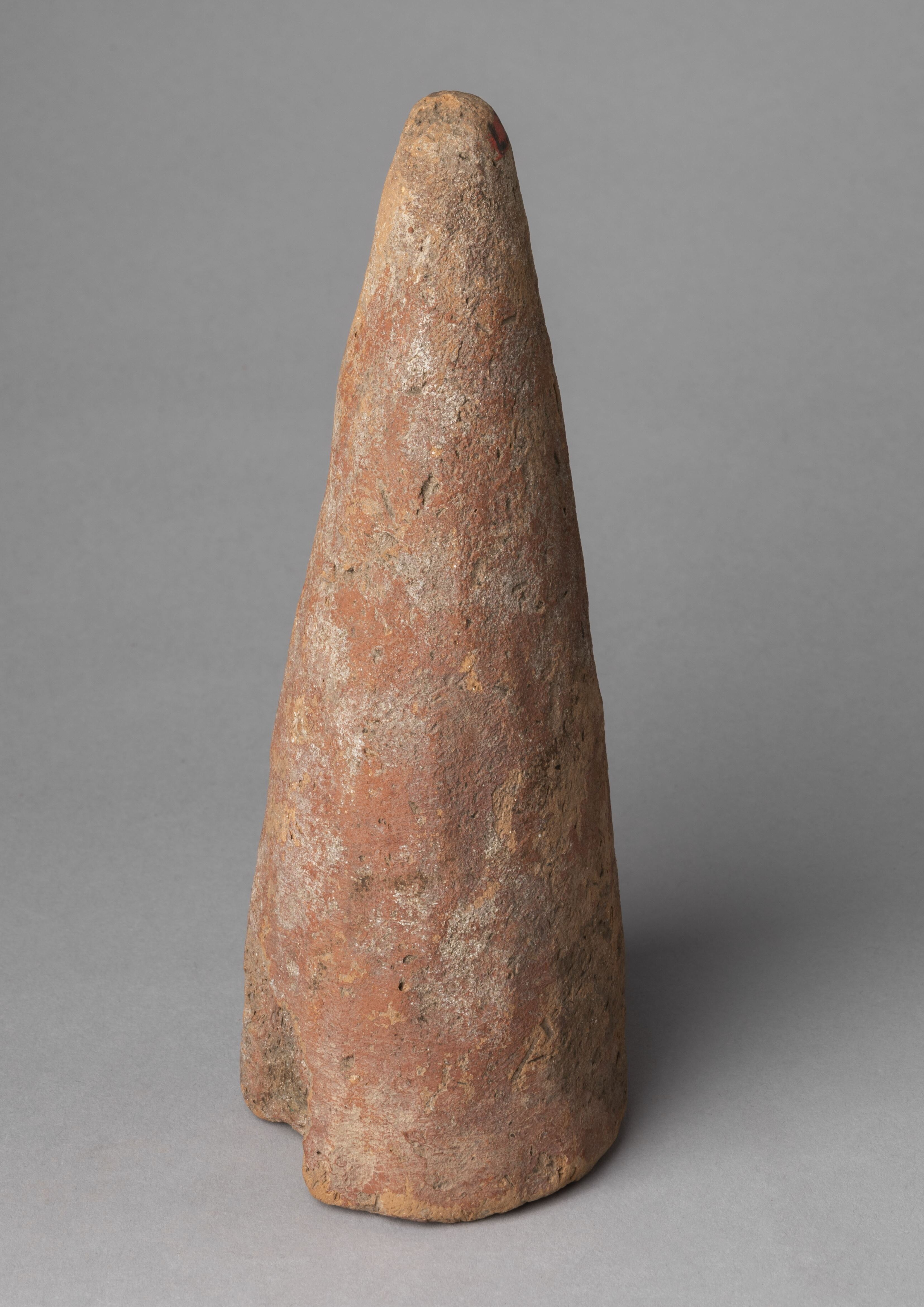
Cono funerario in terraglia. Museo egizio di Torino (S. 11977)

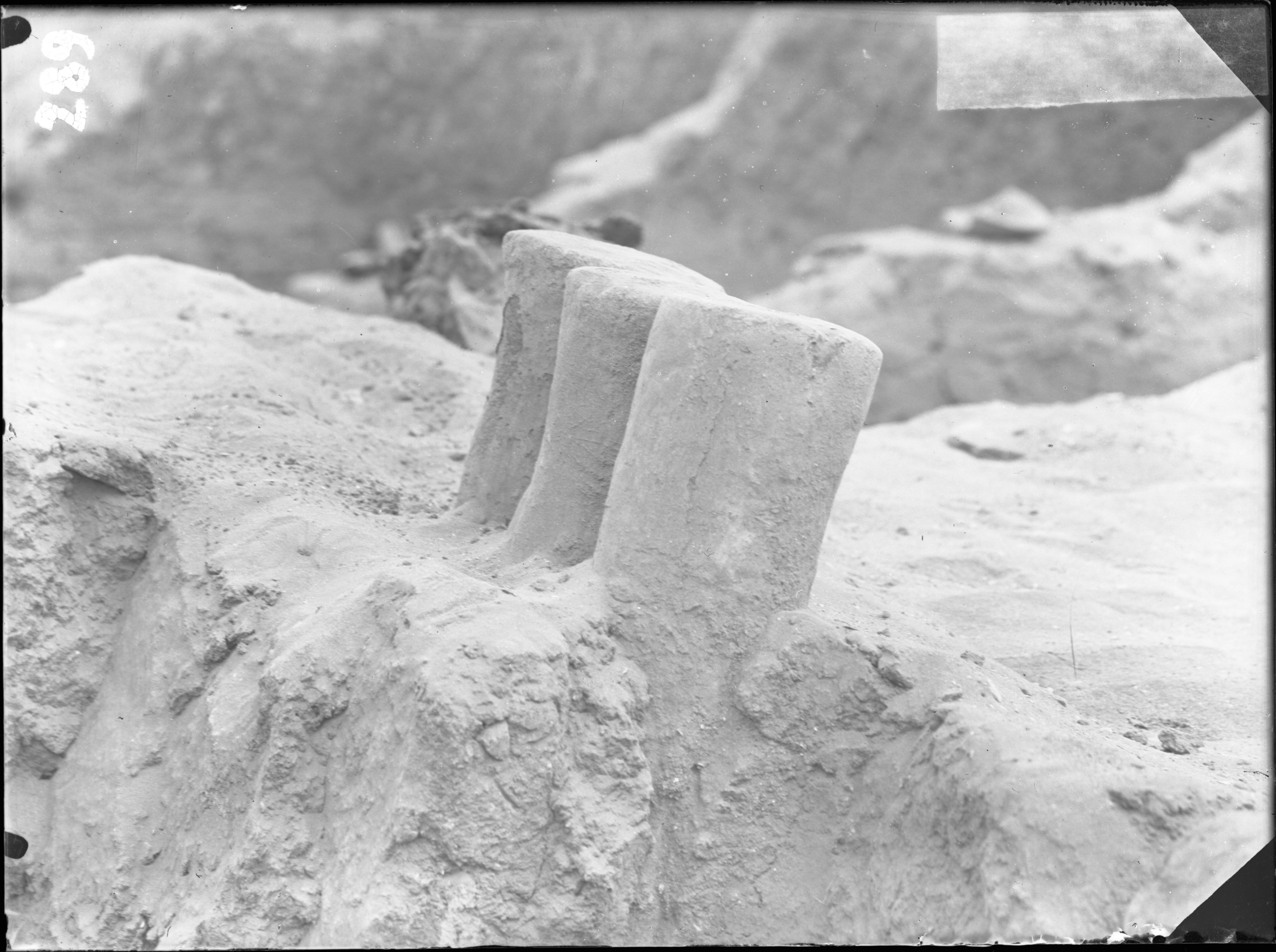
Tre coni funerari ancora infissi nella muratura della tomba che li ospitava. Tomba di Iti e Neferu, Gebelein; scavi Schiaparelli, 1911.

Nell'antico Egitto, i coni funerari erano manufatti in argilla o terracotta che venivano posti sopra gli ingressi delle cappelle tombali. Sono stati ritrovati quasi esclusivamente nella necropoli tebana.
Gli esemplari più antichi risalgono all'XI dinastia e sono generalmente privi di decorazioni. Durante il Nuovo Regno vennero ridotti di dimensioni ed inscritti col nome ed i titoli del proprietario della tomba e, spesso, anche con una breve preghiera.
L'esatta funzione dei coni rimane incerta.
Una decorazione dalla forma analoga ma realizzata in cera, il cono profumato, era indossata a scopo cosmetico sul capo da uomini e donne nell'antico Egitto.

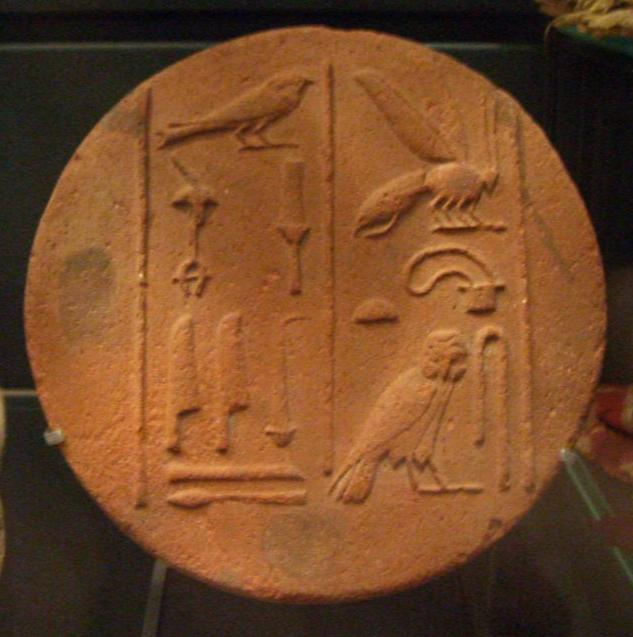
Base di un cono in eccellenti condizioni, contenente due colonne di iscrizioni geroglifiche.
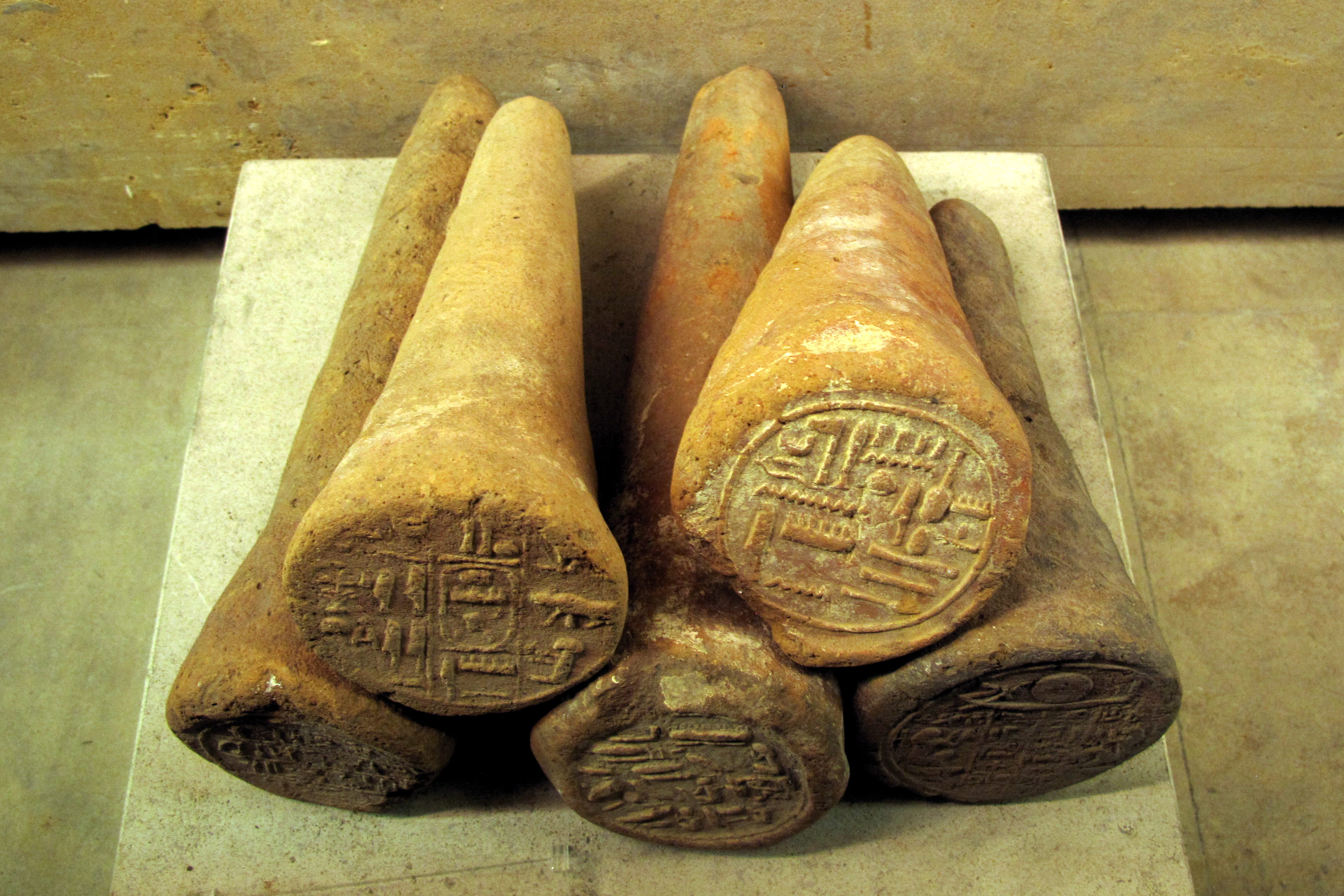
Vari coni del Nuovo Regno.
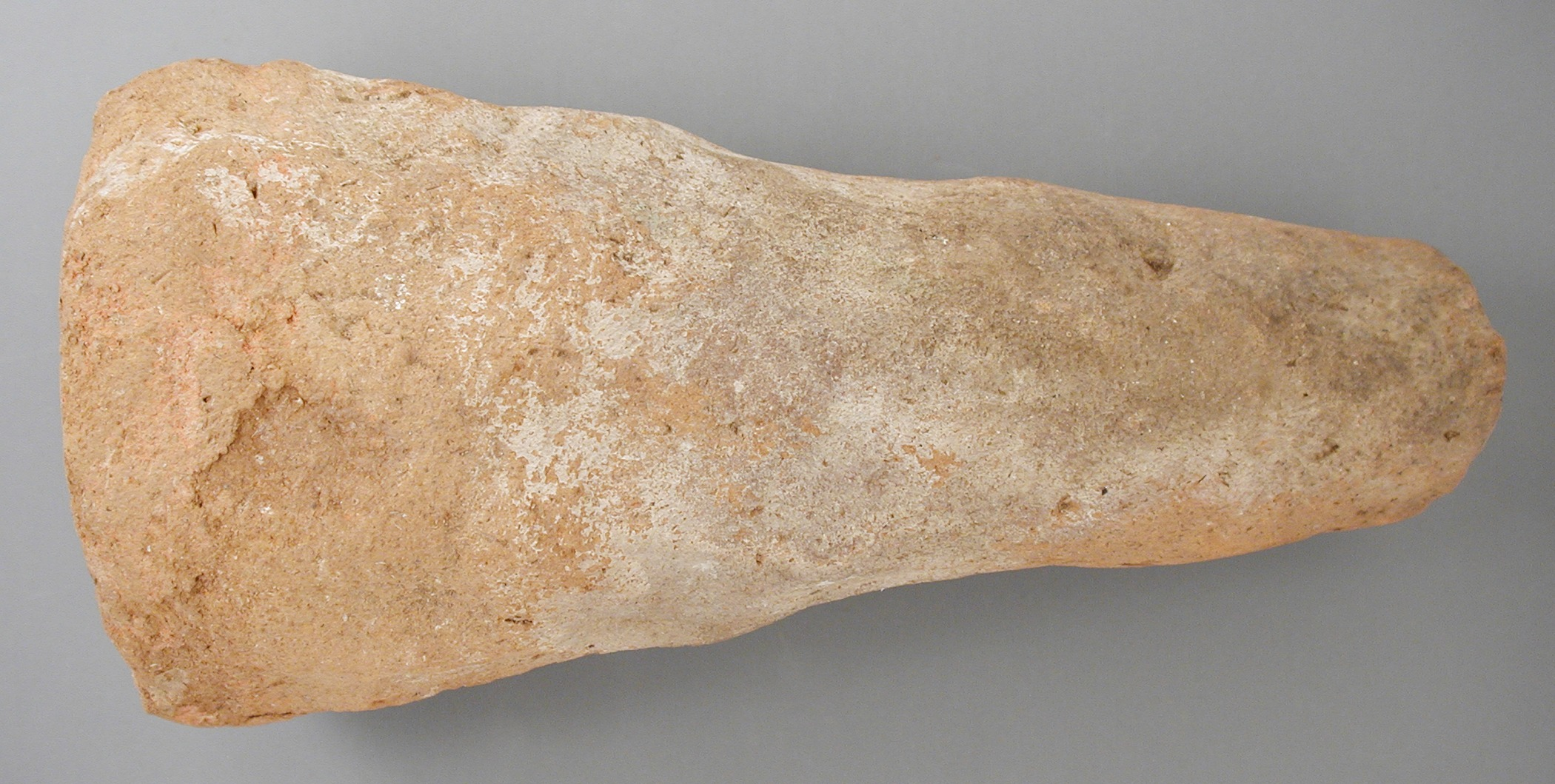
Vista laterale di un cono.